# Kosmos 2154
Kosmos 2154, sovjetski vojni navigacijski i komunikacijski satelit iz programa Kosmos. Vrste je Parus.
Lansiran je 22. kolovoza 1991. godine u 12:35 s kozmodroma Pljesecka, s mjesta 132/1. Lansiran je u nisku orbitu oko planeta Zemlje raketom nosačem Kosmos-3M 11K65M. Orbita mu je 972 km u perigeju i 1008 km u apogeju. Orbitne inklinacije je 82,91°. Spacetrackov kataloški broj je 21666. COSPARova oznaka je 1991-059-A. Zemlju obilazi u 104,90 minuta. Pri lansiranju bio je mase 825 kg. 
Iz misije je ostao još jedan dio koji je ostao kružiti u niskoj orbiti. 

## Vanjske poveznice
- N2YO.com Search Satellite Database (engl.)
- Celes Trak SATCAT Format Documentation (engl.)
- Kunstman  Arhivirana inačica izvorne stranice od 12. kolovoza 2019. (Wayback Machine) Satellites in Orbit (engl.)